# هانتينغتون هاردويك
هانتينغتون هاردويك (بالإنجليزية: Huntington Hardwick)‏ هو لاعب كرة قدم أمريكية أمريكي، ولد في 15 أكتوبر 1892 في كوينسي في الولايات المتحدة، وتوفي في 26 يونيو 1949 في Cuttyhunk Island ‏ في الولايات المتحدة.